# Кабинет Нидерландов
Кабинет Нидерландов (нидерл. Nederlands kabinet) — название совокупности министров и государственных секретарей Нидерландов, отсутствующее в Конституции Нидерландов (где предусмотрен Совет министров Нидерландов, состоящий только из министров и образующий Правительство Нидерландов вместе с Королём).

## Формирование
Фактически по итогам выборов в нижнюю (Вторую) палату Генеральных штатов определяется не только состав Совета министров и личность Премьер-министра, но и состав государственных секретарей, то есть Кабинет в целом. При этом важное отличие нидерландской системы от, к примеру, британской заключается в том, что министры и государственные секретари не могут быть одновременно депутатами.
С 1900 года ни одна партия не получала в Генеральных штатах большинства, достаточного для формирования однопартийного правительства. С этих пор более века Кабинет всегда формируется путём коалиции и переговоров между несколькими партиями. Большую роль в формировании кабинета каждый раз играет монарх. Король обычно наедине встречается с председателями обеих палат и заместителем председателя Госсовета, затем с «информаторами» от каждой политической партии (обычно это ветеран политики, сенатор или член Госсовета, но поддерживаемый той или иной партией во Второй палате; в 2006 году одним из информаторов был экс-премьер, почётный «государственный министр» Рууд Любберс). Король даёт информатору конкретные задания по достижению консенсуса, и он передаёт их (также на встречах в формате «один-на-один») руководителям фракций. В случае неудач переговоров король может назначить нового «информатора». После достижения предварительных договорённостей король определяет «форматора» — предполагаемого кандидата в премьер-министры, который обговаривает с лидерами фракций уже конкретные детали Кабинета. Затем король отдельными указами (Koninklijk Besluit) назначает всех министров и госсекретарей, министры присягают на Конституции и снимаются с королём на групповой фотографии. После чего Кабинет предлагает свою программу Генеральным штатам.

## Состав
Дальнейшие изменения в составе исполнительной власти затрагивают обычно весь Кабинет, различные составы которого именуются по имени премьера, с указанием номера кабинета в случае, когда один и тот же премьер формирует несколько составов; например, «четвёртый кабинет Балкененде».
Большинство государственных секретарей работают с определённым министром и отвечают за часть их участка работ. Два госсекретаря — по европейским делам и внешней торговле — за рубежом имеют право именоваться министрами и пользоваться полным министерским протоколом, но в самих Нидерландах они даже не могут явиться на заседание Совета министров без специального приглашения.
Политикой кабинета руководит Совет министров, которому принадлежит право законодательной и политической инициативы.